# Државни пут 234
Државни пут IIА реда 234 је регионални пут у јужној Србији. Пут повезује долину Јужне Мораве са долином реке Пчиње, Трговиштем и Босилеградом. Деоница Радовница—Гложје, преко планине Дукат, није изграђена.

## Траса пута
| \| \| \| \| Везе \| \| ---------------------------------------- \| ------------- \| \| ------------------------- \| \| 0 \| Света Петка \| \| Давидовац, Прохор Пчињски \| \| 25 \| Трговиште \| \| Калово \| \| 33 \| Доњи Стајевац \| \| Барелић, Врање \| \| 42 \| Радовница \| \| \| \| Деоница Радовница—Гложје је неизграђена. \| \| \| \| \| 66 \| Гложје \| \| Крива Феја, Врањска Бања \| \| 75 \| Босилеград \| \| Власинско језеро, Рибарци \| |               |  |                           |
| |               |  | Везе                      |
| 0 | Света Петка   |  | Давидовац, Прохор Пчињски |
| 25 | Трговиште     |  | Калово                    |
| 33 | Доњи Стајевац |  | Барелић, Врање            |
| 42 | Радовница     |  |                           |
| Деоница Радовница—Гложје је неизграђена. |               |  |                           |
| 66 | Гложје        |  | Крива Феја, Врањска Бања  |
| 75 | Босилеград    |  | Власинско језеро, Рибарци |